# Кантор, Микки
Майкл Кантор (англ. Michael Kantor; род. 7 августа 1939) — американский юрист и политик. После работы в качестве председателя избирательной кампании Клинтона-Гора в 1992 году Кантор был назначен торговым представителем США, занимая этот пост с 1993 по 1996 год. В 1996—1997 годах он был министром торговли США.

## Жизнь и карьера
Родился в Нашвилле, штат Теннесси, имеет степень бакалавра экономики и бизнеса Университета Вандербильта, полученную в 1961 году. Затем он четыре года служил офицером ВМС США, а в 1968 году получил степень доктора права Джорджтаунского университета. Первоначально Кантор работал в Legal Services Corporation, оказывая юридическую помощь сельхозработникам-мигрантам. С 1976 по 1993 год он занимался юридической практикой в лос-анджелесской юридической фирме Manatt, Phelps, Phillips & Kantor (ныне Manatt, Phelps & Phillips LLP), а также активно занимался политикой и сбором средств. Ранее он служил и является основателем LA Conservation Corps.
Сторонник свободной торговли, Кантор в качестве торгового представителя возглавлял переговоры США, в результате которых была создана Всемирная торговая организация (ВТО), такие как Уругвайский раунд и Североамериканское соглашение о свободной торговле (НАФТА). Кантор также участвовал в организации Саммита Америк в Майами и трех встреч Азиатско-Тихоокеанского экономического сотрудничества, включая встречу первых лидеров, организованную США. Совместно с Европейской комиссией новообразованного Европейского Союза он расширил трансатлантический рынок.
Кантор занимается юридической практикой в лос-анджелесском офисе международной юридической фирмы Mayer Brown, расположенной в Чикаго. В настоящее время он является сопредседателем совета директоров Vision to Learn и Центра коммуникационного лидерства и политики Анненберга Университета Южной Калифорнии; членом совета директоров Drug Strategies; членом руководящего совета Центра Сарджента Шрайвера по законодательству о бедности; членом руководящего комитета Японского дома; и членом правления Lexmark International, Inc. и Тихоокеанского совета по международной политике.
Ранее он входил в совет директоров CBRE, совет посетителей Центра права Джорджтаунского университета и международный консультативный совет FleishmanHillard.
Кантор был женат на тележурналистке Хайди Шульман с 1982 года, после смерти его первой жены Валери Вудс Кантор в авиакатастрофе 1978 года в Сан-Диего. У него есть дети Лесли, Дуглас (от первого брака) и Аликс (от второго брака); и внуки Райан, Джексон и Зак. Другой сын Валери, Рассел, погиб в автокатастрофе в октябре 1988 года, когда учился в старшей школе.